# Bakary Nimaga
Bakary Nimaga (Douala, 1994. december 6. –) kameruni születésű mali korosztályos válogatott labdarúgó, a Rheindorf Altach játékosa.

## Pályafutása

### Klubcsapatokban
A Stade Malien és a holland Twente korosztályos csapataiban nevelkedett. 2012-ben az albán Skënderbeu csapatában lett profi labdarúgó, itt 2018 nyaráig négy bajnokságot és két kupát nyert a klubbal. A következő klubja a török Hatayspor volt. 2019 júliusában az osztrák élvonalban szereplő TSV Hartberg szerződtette 2021. június 30-ig. A 2020–21-es szezont követően elhagyta a klubot. 2021. augusztus 25-én a Zalaegerszeg egy plusz egy éves szerződést kötött Nimagával. 2022 januárjában szerződést bontottak vele. Január 28-án az osztrák Rheindorf Altach jelentette be, hogy másfél évre szerződtették.

### A válogatottban
Részt vett a 2013-as U20-as labdarúgó-világbajnokságon, ahol a csoportkör mind a három mérkőzésén pályára lépett Malit képviselve.

## Sikerei, díjai
- Skënderbeu
  - Albán Szuperliga: 2012–13, 2013–14, 2014–15, 2015–16
  - Albán kupa: 2013, 2014